# Роговский, Михаил Мартынович
Михаил Мартынович Роговский (Раговский) (1804—1881) — русский генерал от инфантерии, член Военного Совета.

## Биография
Происходил из дворян Орловской губернии, родился 29 июля 1804 года и, по окончании домашнего образования, поступил в Учебное заведение для колонновожатых. По окончании курса Роговский был 29 января 1822 года произведён в прапорщики с зачислением в Свиту Его Величества по квартирмейстерской части и командирован во 2-ю армию, в 6-й пехотный корпус.
В октябре 1823 года Роговский был командирован в Бессарабию для производства съёмочных работ, в 1825 году произведён в подпоручики и в 1828 — в поручики, а в марте того же года, когда русские войска, по случаю предстоящей кампании против турок, были переведены на военное положение, был прикомандирован к Главной квартире армии, с которой в апреле 1828 года вступил в пределы Турции и переправился через Прут под крепостью Браиловым. Получив командировку в Сатунов, он прибыл туда в то время, когда русская армия переправлялась через Дунай, и принимал участие в переправе, под сильным огнём неприятеля. Затем Роговский поступил в распоряжение генерал-адъютанта графа А. Ф. Орлова, который был назначен блокировать крепость Мачин, и 6 июня 1828 года участвовал во взятии этой крепости, а вслед за тем двинулся с отрядом графа Орлова к крепости Гирсову, участвовал 11 июня в штурме её и, по взятии, присоединился к Главной квартире, расположенной лагерем при Кара-Су.
19 июня 1828 года Роговский был назначен на должность дивизионного квартирмейстера 1-й конно-егерской дивизии, с которой и находился в движении к Базарджику, принимал деятельное участие в сражениях под этой крепостью и, по взятии её, двинувшись к Шумле, принимал участие во взятии неприятельских позиций и в беспрерывных боях русских войск под стенами этой крепости. Здесь на долю Роговского выпало несколько серьёзных рекогносцировок по направлению к Разграду и Силистрии, причем он успешно выполнил возложенные на него задачи, представив подробные сведения о пройденных местностях и неприятельских силах.
В ноябре 1828 года, при расположении на зимние квартиры 3-го пехотного корпуса в Молдавии и Валахии, Роговский находился при нём и в течение 2-х месяцев производил съёмку части Молдавии, прилегающей к Австрийской границе. За участие в военных действиях против турок Роговский получил орден св. Анны 3-й степени с бантом и произведён был в штабс-капитаны.
Во время второй части Турецкой войны, 1829 года, Роговский находился при осаде крепости Силистрии, затем участвовал в движении главных сил армии от Силистрии к Шумле, отличился в сражении у Кулевчи, при разбитии войск верховного визиря, и был награждён орденом св. Владимира 4-й степени с бантом. После этого боя Русская армия двинулась через Балканы к Адрианополю, а вместе с ней отправился и Роговский, принимавший участие в тяжёлых переходах через Балканы и при занятии, после упорного сопротивления, городов Месемврии, Ахиоло, Сливны и Адрианополя.
Во время пребывания русских войск в Адрианополе Роговский был командирован оттуда, через Филиппополь, Татар-Базарджик и Софию, в крепость Видин, по возвращении откуда был послан в Константинополь. Результатом этих поездок были представленные им подробные военно-топографические маршрутные описания и съемки всех пройденных путей, за что он был награждён бриллиантовым перстнем и золотой шпагой с надписью «За храбрость».
По окончании войны и по возвращении армии в Россию, Роговский был командирован для составления описания казённых пустопорожних земель и для выработки общего проекта о водворении выходцев из Болгарии и Румелии в Таврической губернии. В 1831 году Роговский представил этот проект на высочайшее рассмотрение.
Не успел Роговский возвратиться в Одессу, как был командирован в отряд генерала Ридигера, назначенный в Польшу для подавления восстания. Во время этого похода он принимал участие в разбитии корпуса Дверницкого и изгнании его в Австрийские владения и три раза был командирован в Лемберг с секретными поручениями, а потом был отправлен в Главную квартиру, где, состоя при генерал-адъютанте князе Горчакове, принимал участие в наступательных действиях главных сил и отличился в генеральном сражении при Остроленке. Во время этого боя, в начале дела, под Роговским была убита лошадь и сам он был контужен в руку, когда, во главе передовой колонны, двинулся для овладения мостом и городом; за отличие в этом деле он был произведён в капитаны.
Возвратившись в отряд генерал-адъютанта Ридигера, Роговский форсированным маршем следовал с этим отрядом от крепости Замостья до Люблина, переправился вброд через реку Вепрж и участвовал в сражении, при селе Будзиско, с войсками Ромарино и Янковского, а также преследовал мятежников, находившихся под начальством Хржановского. От Люблина с тем же отрядом он двинулся на соединение с отрядом генерал-лейтенанта Е. А. Головина, переправился через реку Вислу и при местечке Границе участвовал в сражении с польскими войсками Калиновского, где, в рядах Кинбурнского драгунского полка, три раза ходил в атаку и захватил с драгунами одно неприятельское орудие.
После разбития корпуса Рожицкого, Роговский вторично отправился с донесением в Главную квартиру и, прибыв туда, принимал участие в боях под Варшавой, по взятии которой участвовал в преследовании Польской армии в Галицию и до занятия Кракова несколько раз был посылаем туда парламентером.
За отличия против поляков Роговский был награждён орденами св. Станислава 3-й степени с мечами и св. Анны 2-й степени с императорской короной и мечами.
По окончании войны Роговский был назначен (20 июня 1832) дивизионным квартирмейстером 11-й пехотной дивизии и, прослужив в этой должности в различных частях, по производству в полковники в 1839 году, в 1841 году был назначен обер-квартирмейстером 1-го резервного кавалерийского корпуса, а в 1843 году — штаба Инспектора резервной кавалерии. 5 декабря 1841 года Роговский за беспорочную выслугу 25 лет в офицерских чинах был награждён орденом св. Георгия 4-й степени (№ 6432 по списку Григоровича — Степанова).
3 апреля 1849 года он был произведён в генерал-майоры, а в 1850 году был награждён орденом св. Станислава 1-й степени и назначен состоять в распоряжении Военного министра при Департаменте Генерального штаба. Здесь оставался он до июня 1852 года, когда был назначен командиром 1-й Учебной бригады военных кантонистов и директором Аудиторского училища Военного министерства, с зачислением по армейской пехоте.
В 1858 году Роговский был снова переведён в Генеральный штаб с назначением в распоряжение Военного министра и Генерал-квартирмейстера Главного штаба, а в 1859 году был назначен председателем особой Комиссии для пересмотра и поверки смет довольствия войск земскими повинностями и в сентябре был произведён в генерал-лейтенанты.
В том же году Роговский был назначен директором училищ Военного ведомства. Время пребывания Роговского на этой должности совпало с реорганизацией военно-учебной части, когда управление военно-учебными заведениями было переименовано было в Главное управление. После этого Роговский был назначен 21 января 1863 года членом Военного совета и инспектором военно-учебных заведений.
29 января 1872 года, по случаю пятидесятилетнего юбилея служения в офицерских чинах, Роговский был произведён в генералы от инфантерии с оставлением в Генеральном штабе.
Роговский умер 13 февраля 1881 года в Санкт-Петербурге; погребён на Казанском кладбище в Царском Селе.

## Награды
- Орден Св. Анны 3-й ст. с бантом (1 июля 1828)
- Орден Св. Владимира 4-й ст. с бантом (22 сентября 1829)
- Золотая шпага «За храбрость» (6 декабря 1829)
- Польский знак отличие за военное достоинство 4-й ст. (1832)
- Орден Св. Анны 2-й ст. (4 ноября 1831, императорская корона к ордену 21 сентября 1832)
- Орден Св. Станислава 3-й (2-й) ст. (21 сентября 1832)
- Орден Св. Георгия 4-й ст. (5 декабря 1841, № 6432 по списку Григоровича — Степанова) — за беспорочную выслугу 25 лет в офицерских чинах
- Орден Св. Владимира 3-й ст. (24 октября 1845)
- Орден Св. Станислава 1-й ст. (27 ноября 1850)
- Орден Св. Анны 1-й ст. (1854, императорская корона к ордену в 1856)
- Орден Св. Владимира 2-й ст. (1857)
- Орден Белого орла (1863)
- Орден Св. Александра Невского (1871, алмазные знаки к ордену в 1874)
- Знак отличия беспорочной службы за L лет (22 августа 1874)